# Беклемишев, Василий Андреевич
Беклемишев  Василий Андреевич ( 1864 — 1911) — полковник Отдельного корпуса жандармов, начальник Петроковского губернского жандармского управления.

## Биография
Окончил Виленскую гимназию. В 1890 году Алексеевское военное училище, после окончания которого служил в чине подпоручика в 105-м пехотном Оренбургском полку.
В 1895 году был переведён в Отдельный корпус жандармов с назначением  адъютантом Киевского ГЖУ.  В 1897 году прикомандирован к Виленскому, а затем к Киевскому ГЖУ. В 1898 году назначен помощником начальника Киевского ГЖУ.
6 апреля 1905 года назначен начальником жандармского управления Ломжинского, Мазовецкого, Шутинского и Кольненского уездов. 16 июня того же года прикомандирован к Санкт-Петербургскому ГЖУ, а 4 сентября назначен помощником начальника Воронежского ГЖУ. С 1907 года находился в резерве Штаба ОКЖ с прикомандированием к Особому отделу Департамента полиции. С 1910 года был назначен начальником Петроковского  ГЖУ.